# IPadOS 18
iPadOS 18 — шестая крупная версия линейки операционных систем iPadOS, разработанная Apple для линейки планшетных компьютеров iPad. Преемник iPadOS 17, он был анонсирован на Всемирной конференции разработчиков (WWDC) компании вместе с iOS 18, watchOS 11 и macOS Sequoia 10 июня 2024 года и был выпущен 16 сентября 2024 года.
iPadOS 18 — первая версия iPadOS, включающая приложение «Калькулятор», а также Apple Intelligence.

## Поддерживаемые устройства
В iPadOS 18 прекращена поддержка iPad Pro 2-го поколения (12,9 и 10,5 дюйма) и iPad 6-го поколения (2018). Таким образом, прекращена поддержка всех iPad с чипом A10X или 2 ГБ оперативной памяти и официально отмечено прекращение поддержки iPad с оригинальным 9,7-дюймовым дисплеем. iPad Pro 2-го поколения — это первый случай, когда Apple отказалась от поддержки iPad с более совершенным аппаратным обеспечением по сравнению с некоторыми моделями, поддерживающими новое обновление. Это также четвертый раз, когда Apple отказывается от поддержки 64-битных iPad.
Таким образом, поддерживаются следующие модели:
- iPad (7-го поколения)
- iPad (8-го поколения)
- iPad (9-го поколения)
- iPad (10-го поколения)
- iPad (11-го поколения)
- iPad Air (3-го поколения)
- iPad Air (4-го поколения)
- iPad Air (5-го поколения)
- iPad Air (6-го поколения)
- iPad Air (7-го поколения)
- iPad Mini (5-го поколения)
- iPad Mini (6-го поколения)
- iPad Mini (7-го поколения)
- iPad Pro 11 дюймов (1-го поколения)
- iPad Pro 12,9 дюйма (3-го поколения)
- iPad Pro 11 дюймов (2-го поколения)
- iPad Pro 12,9 дюйма (4-го поколения)
- iPad Pro 11 дюймов (3-го поколения)
- iPad Pro 12,9 дюйма (5-го поколения)
- iPad Pro 11 дюймов (4-го поколения)
- iPad Pro 12,9 дюйма (6-го поколения)
- iPad Pro 11 дюймов (5-го поколения)
- iPad Про 13 дюймов

## История версий
|  | Предыдущий выпуск |  | Последний выпуск |  | Последняя версия для разработчиков |

| Версия      | Номер сборки | Дата выхода      | Примечания к выпуску                                                                                   |
| ----------- | ------------ | ---------------- | --- |
| 18.0        | 22A3354      | 16 сентября 2024 | iPadOS 18.0 Release Notes iOS & iPadOS 18.0 Security Content iOS & iPadOS 18.0 Developer Release Notes |
| 18.0        | 22A8350      | 23 октября 2024  | Первоначальный выпуск для iPad mini (7-го поколения)                                                   |
| 18.0.1      | 22A3370      | 3 октября 2024   | iPadOS 18.0.1 Release Notes iOS & iPadOS 18.0.1 Security Content                                       |
| 18.0.1      | 22A8380      | 22 октября 2024  | Только для iPad mini (7-го поколения)                                                                  |
| 18.1        | 22B83        | 28 октября 2024  | iPadOS 18.1 Release Notes iOS & iPadOS 18.1 Security Content iOS & iPadOS 18.1 Developer Release Notes |
| 18.1.1      | 22B91        | 19 ноября 2024   | iPadOS 18.1.1 Release Notes iOS & iPadOS 18.1.1 Security Content                                       |
| 18.2        | 22C152       | 11 декабря 2024  | iPadOS 18.2 Release Notes iOS & iPadOS 18.2 Security Content iOS & iPadOS 18.2 Developer Release Notes |
| 18.2.1      | 22C161       | 6 января 2025    | iPadOS 18.2.1 Release Notes                                                                            |
| 18.3        | 22D63        | 27 января 2025   | iPadOS 18.3 Release notes iOS & iPadOS 18.3 Security Content iOS & iPadOS 18.3 Developer Release Notes |
| 18.3.1      | 22D72        | 10 февраля 2025  | iPadOS 18.3.1 Release notes iOS & iPadOS 18.3.1 Security Content                                       |
| 18.3.2      | 22D82        | 11 марта 2025    | iPadOS 18.3.2 Release notes iOS & iPadOS 18.3.2 Security content                                       |
| 18.4 Beta 4 | 22E5232a     | 17 марта 2025    | iOS & iPadOS 18.4 Beta 4 Developer release notes                                                       |
| 18.4        | 22E240       | 31 марта 2025    | iPadOS 18.4 Release notes iOS & iPadOS 18.4 Security content                                           |
| 18.4.1      | 22E252       | 16 апреля 2025   | iPadOS 18.4.1 Release notes iOS & iPadOS 18.4.1 Security content                                       |
| 18.5        | 22F76        | 12 мая 2025      | |
| 18.6        | 22G86        | 29 июля 2025     | |
| 18.6.1      | 22G90        | 14 августа 2025  | |
| 18.6.2      | 22G100       | 20 августа 2025  | |